# Gorges de Saint-Georges
Soutěska gorges de Saint-Georges se nachází v Pyrenejích jižně od francouzského departementu Aude. Soutěska je vytvořena řekou Aude a je součástí soutěsek horního údolí Aude. Touto obzvláště úzkou soutěskou prochází silnice vytesaná ve skalách nad řekou.  Tato silnice nalézající se 10 m nad hladinou řeky Aude byla zaplavená při povodni dne 23. ledna 2020.

## Geografie
Aude od svého pramene u jezera Aude erodovuje vápenec, když prochází krasovými oblastmi Pyrenejí a a vytváří tak úzké soutěsky jako např. Gorges de la Pierre-Lys. 
Soutěska gorges de Saint-Georges je asi 300 m dlouhá a 15 m široká v úrovni silnice, se strmými útesy tyčícími se do výše až 150 m nad silnici.
Nachází se na katastru francouzské obce Axat jižně od této obce (řeka Aude zde vyzváří hranici mezi katastry obcí Axat a na levém břehu ležící obcí Artigues).
V minulosti vytvářela soutěska Gorges de Saint-Georges spolu se soutěskou gorges de la Pierre-Lys obtížně překonatelnou překážku na cestě k prameni řeky Aude. Nyní tvoří pozoruhodnou přírodní lokalitu.

## Historie
Název této soutěsky údajně pochází od názvu malého kláštera postaveného poblíž, který se objevuje v Rocqueově soupisu listin arcidiecéze Narbonne z let 907-1639.
Až do počátku 19. století bylo možné obě soutěsky přejíždět pouze po soumarské stezce, která přes ně procházela, nebo pěšky podél toku řeky, když byla její hladina nízká. Dříve bylo možné řeku využívat k přepravě naplaveného dřeva . Přírodní překážka vytvořená těmito soutěskami dlouho chránila Axat před španělskými nájezdy ze 16. století. Nicméně od středověku byly nájezdy z blízkého království Aragonie často doprovázeny rabováním a vypalováním domovů obyvatel Axatu a okolních oblastí. 
V císařském dekretu ze 7. ledna 1813 bylo naplánováno klasifikovat jako departmentální silnici 17 silnici vedoucí z Quillanu do Roquefortu, přes Belviane, Saint-Martin-lès-Axat a Sainte-Colombe. Tato silnice prochází soutěskou Gorges de Saint-Georges. Tato silnice byla v té době spíše projektem než realitou. 
Až do roku 1840 bylo z vojenských důvodů (bránění průjezdu dělostřelectva ze Španělska) zakázáno rozšiřovat silnici v roklích Saint-Georges a gorges de la Pierre-lys na více než 2 metry . Trasa této silnice byla vedena z poloviny po hoře a z poloviny po řece s kamennými zdmi, které se přímo uchytily přímo v korytě řeky. 
Dne 28. prosince 1866 byl opuštěn starý „chemin de Vauban“ mezi Quillanem a Mont-Louis ve prospěch nové státní silnice č. 118 vedoucí podél toku řeky Aude a tedy procházející soutěskou gorges de Saint-Georges.
Dne 25. prosince 1900 byla uvedena do provozu elektrárna Saint-Georges, která se nachází těsně za soutěskou. Tato vodní elektrárna, dílo Joachima Estradeho, byla první, která vyráběla elektřinu pro přenos vysokého napětí (20 000 voltů, třífázová, 50 Hz). 
V říjnu 2013 zavedla Generální rada departementu Aude střídavý provoz v soutěsce gorges de Saint-George umístěním inteligentních semaforů na obou koncích.
Soutěska gorges de Saint-George je od roku 1943 chráněna jako přírodní památka Francie .

## Sport
Soutěska gorges de Saint-Georges je významným místem pro provozování raftingu.
Pro pěší turisty je k disozici pěší stezka spojující město Axat s vyhlídkou nad kaňonem soutěsky.

## Galerie

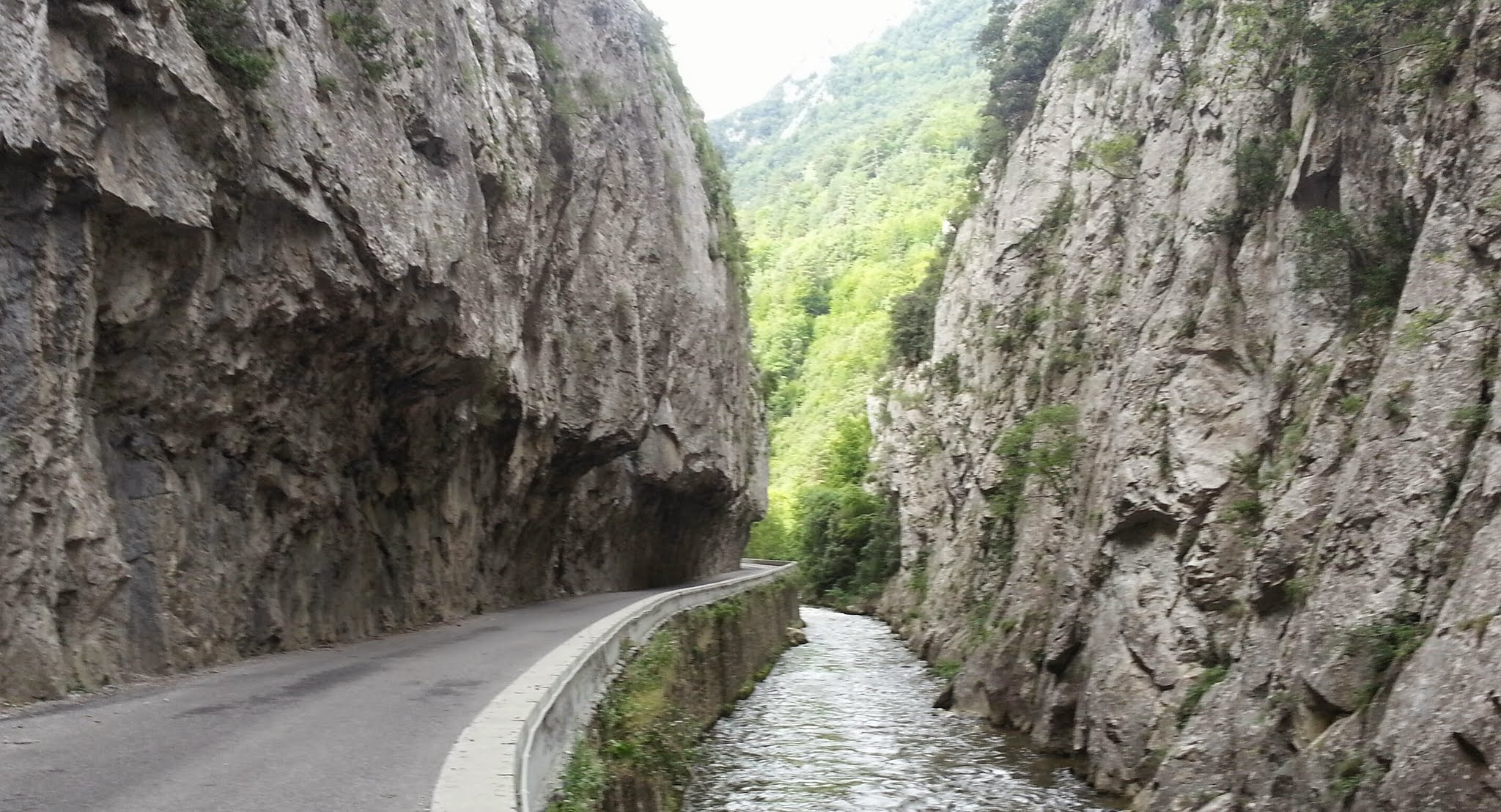
soutěska gorges de Saint-Georges
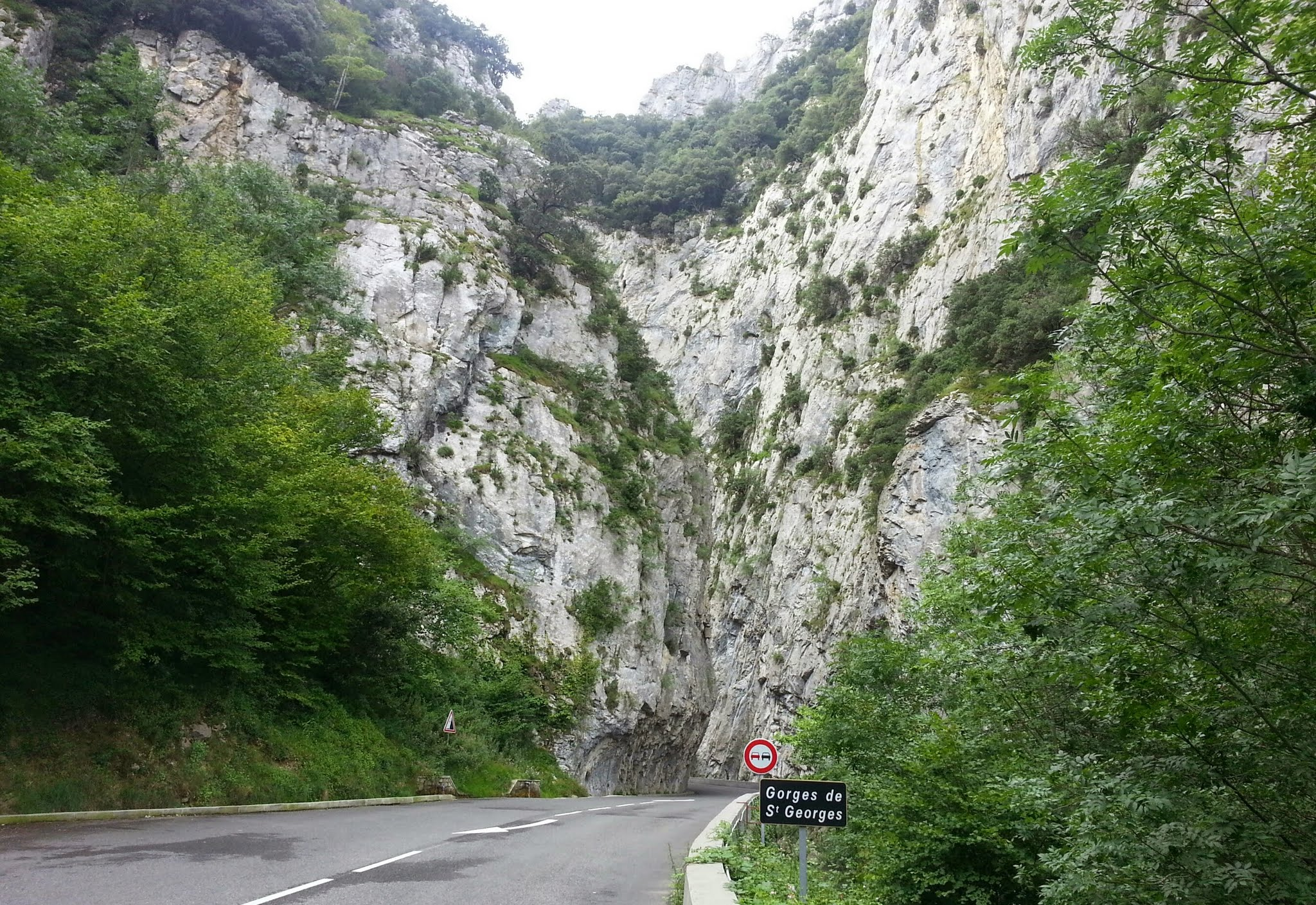
soutěska gorges de Saint-Georges
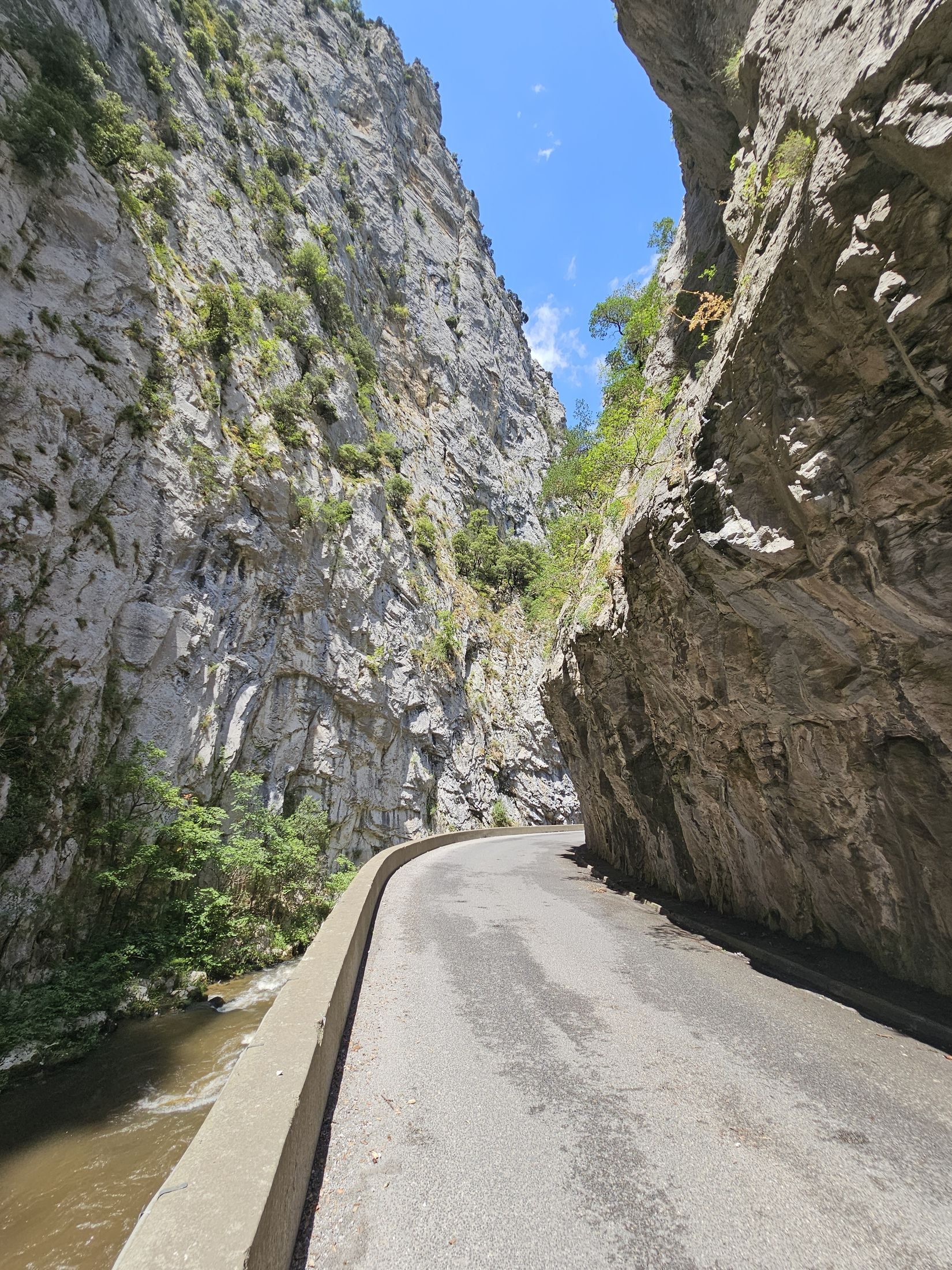
soutěska gorges de Saint-Georges
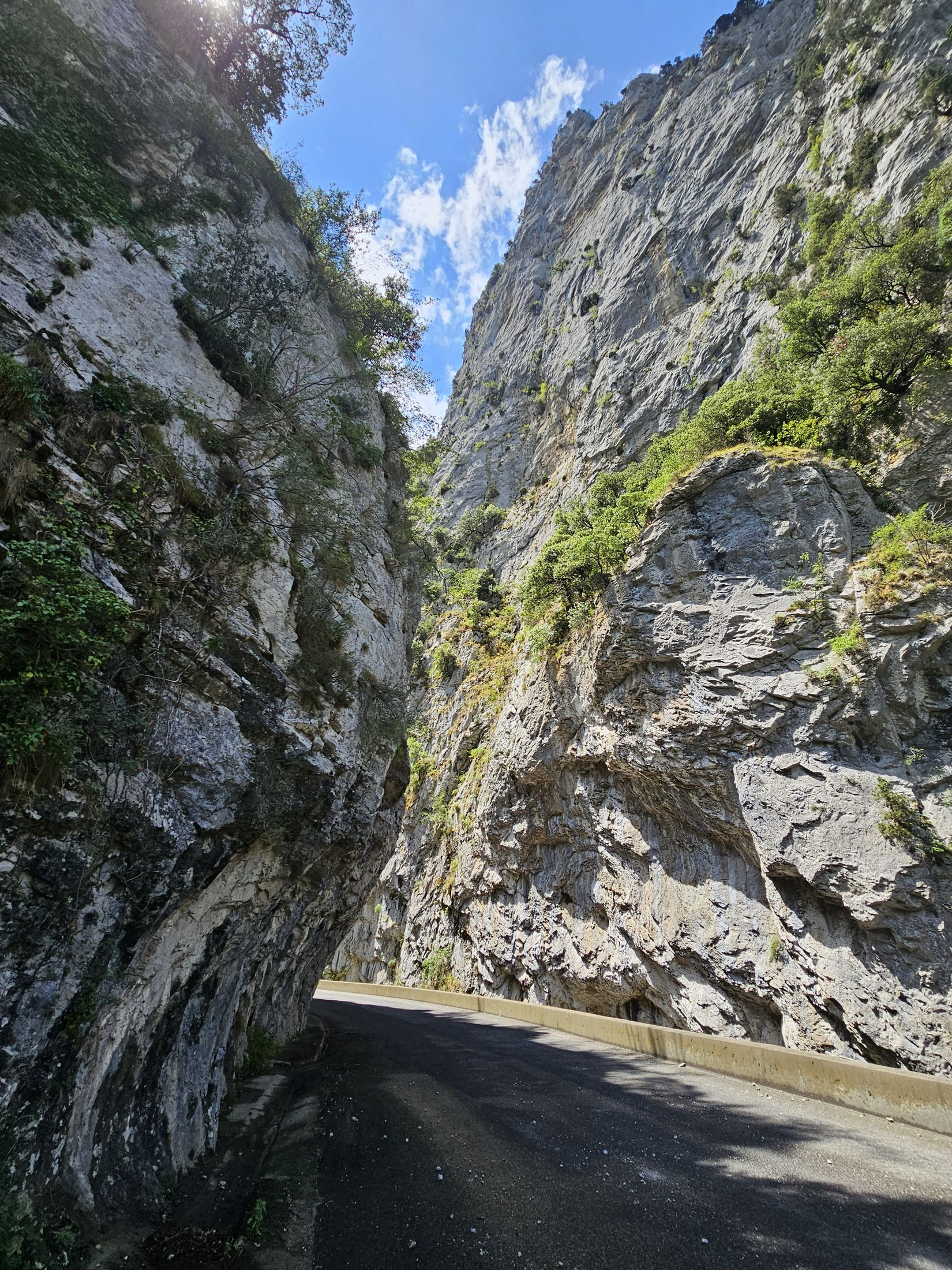
soutěska gorges de Saint-Georges
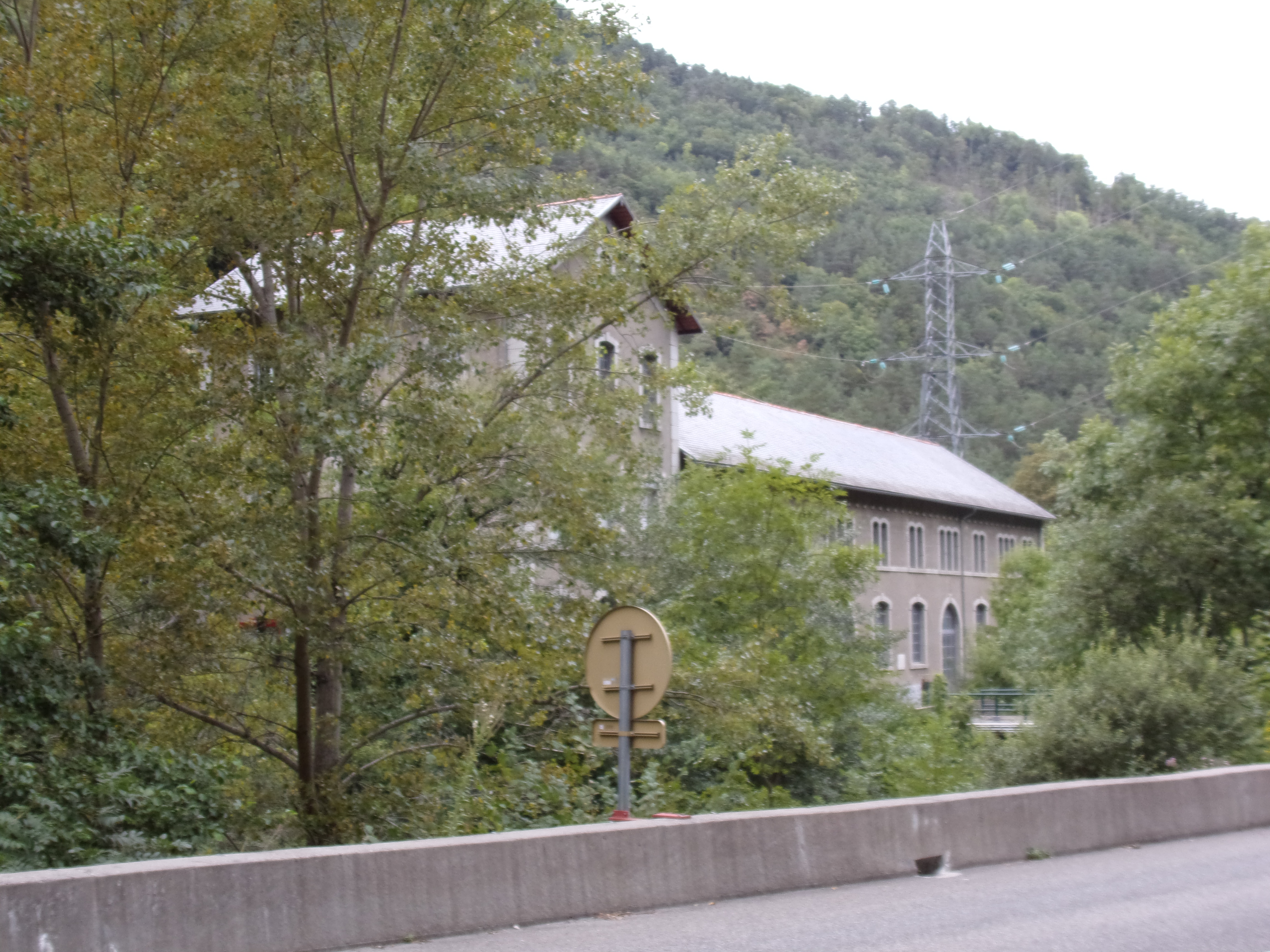
budova vodní elektrárny u gorges de Saint-Georges